# Luigi Morgari
Pour les articles homonymes, voir Morgari.

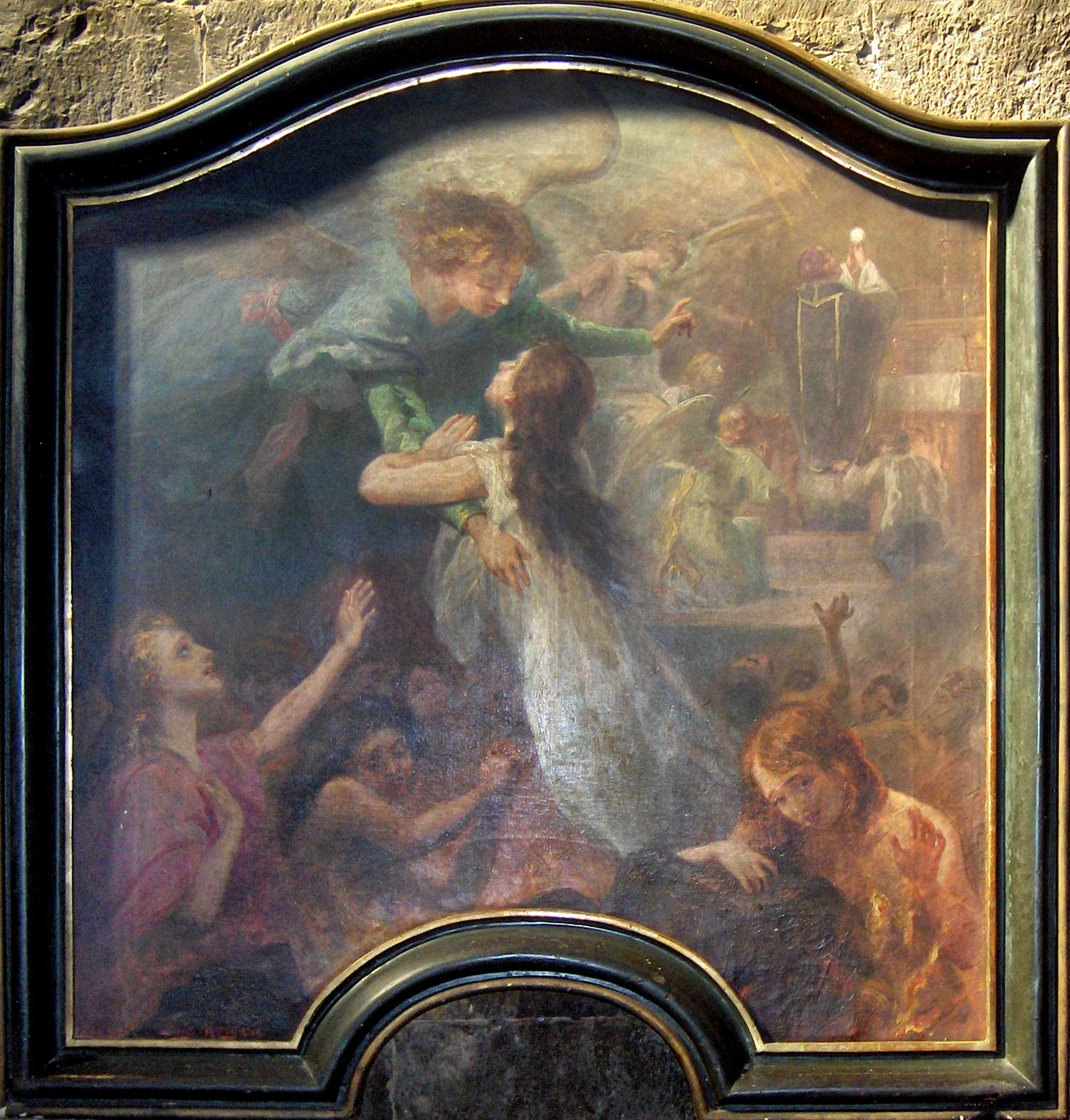
Les âmes du Purgatoire de la cathédrale de Saint Syrus à Sanremo.

Luigi Morgari, né en 1857 à Turin, et mort en 1935, est un peintre italien, principalement de fresques sur des thèmes religieux.

## Biographie
Il est né dans une famille d'artistes. Ses premières études lui sont données par son père Paolo Emilio, puis il est élève d'Enrico Gamba et d'Andrea Gastaldi à l'Accademia Albertina. Pendant de nombreuses années, il travaille avec son père et son oncle, Rodolfo, également un peintre bien connu, pour créer des œuvres décoratives, la plupart du temps des sujets religieux, qui constituent l'activité principale de la famille Morgari.
Il est essentiellement un peintre fresquiste. Ses nombreuses œuvres se trouvent dans les sanctuaires de Bussana et Rho, le Dôme d'Alexandrie, l'église de l'Archange Michel à Olevano di Lomellina, le palais de la famille Quartana à  Gênes ainsi qu'à l'église de Saint Syrus à Lomazzo.
En 1919, il achève un grand projet à l'église de la Trinité de Pandino; dont un ensemble de fresques dédiées à Saint Bassien de Lodi, avec des panneaux latéraux de Saint Eurosia et Notre-Dame du Rosaire.
Certaines de ses œuvres les plus connues, cependant, sont parmi ses dernières. Il s'agit notamment de fresques dans l'église paroissiale de Cortazzone, doté d'une voûte avec Saint Secundus d'Asti, chevauchant un cheval, créé de 1922 à 1923; et un grand cycle à la Basilique de San Nicolò  à Lecco, datant de 1925 à 1928. Il peint également les murs et la contre-façade de l'église de Santi Donato e Carpoforo, Novedrate.
Sa sœur, Beatrice (1858-1936), est également une peintre bien connue.

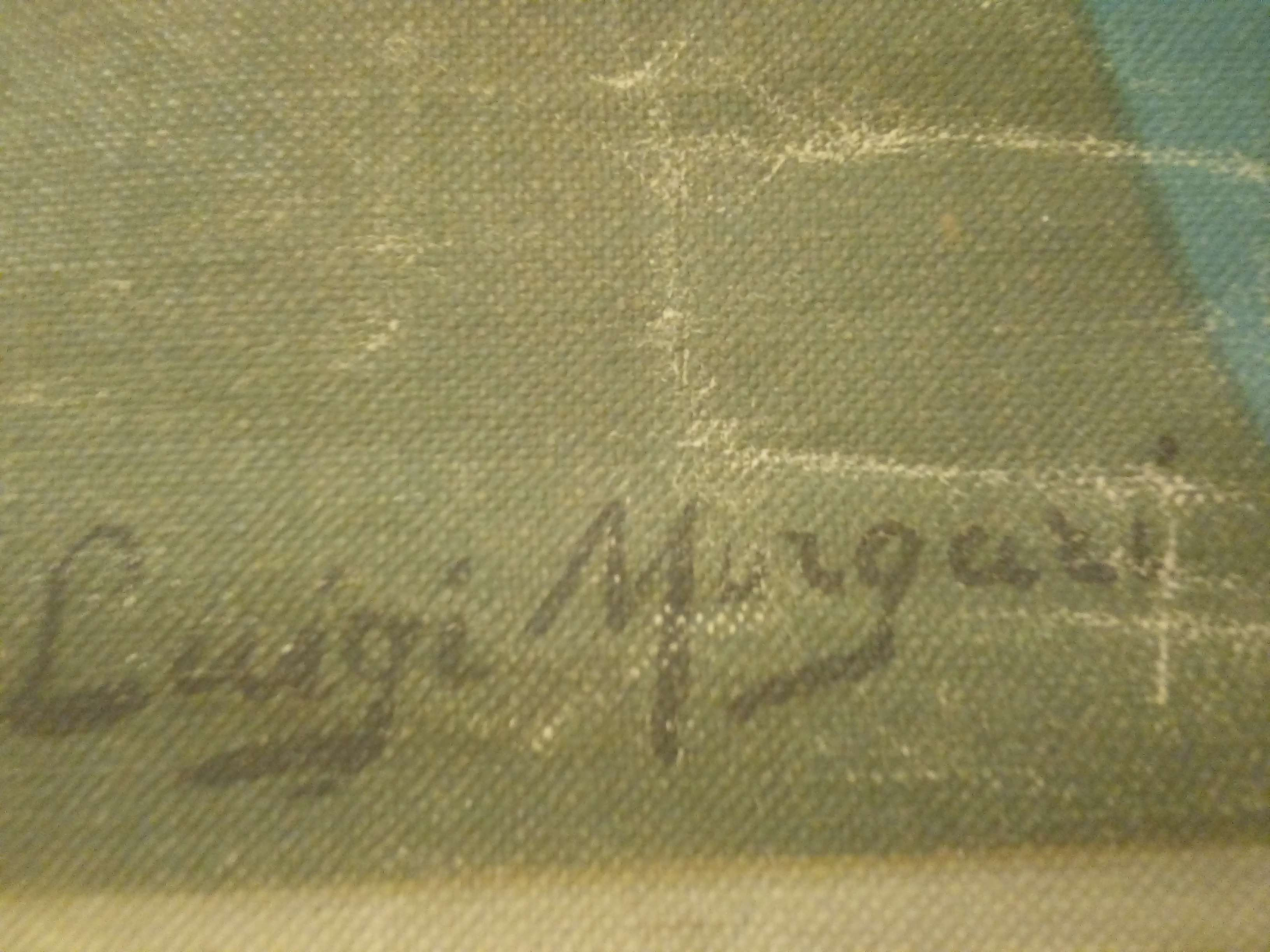

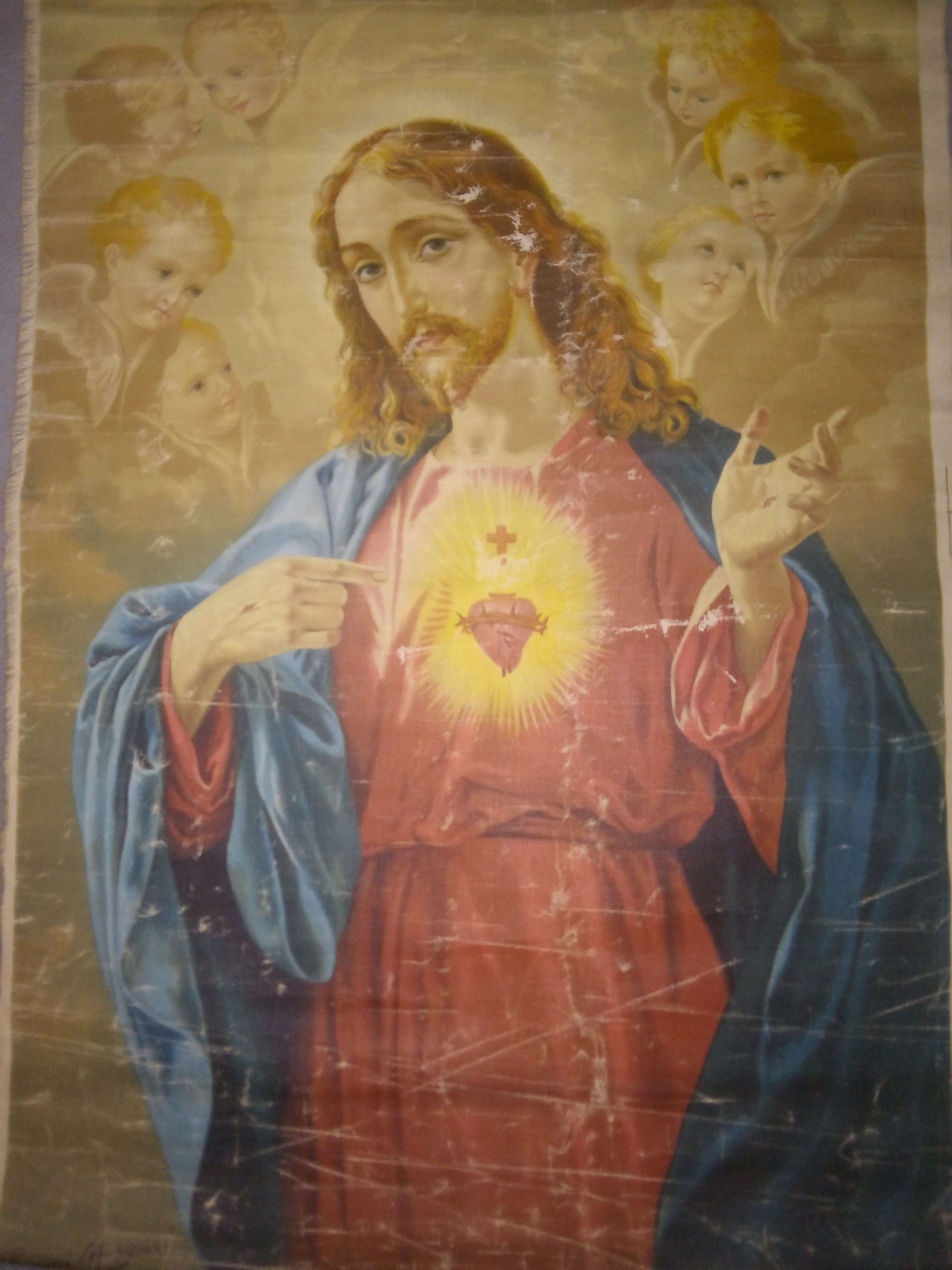
Nom présumé de l'oeuvre: "Le coeur du Christ" Peinture de Luigi Morgari